# Radical 188
El radical 188, representado por el carácter 骨 y que significa "hueso" es 1 de los 8 Radicales Kangxi (214 radicales en total) que está compuesto de 10 trazos.
En el diccionario de Kangxi hay 185 caracteres (de entre 49.030) que se pueden encontrar bajo este radical.

## Galería
| Estilos antiguos                                 | Estilos antiguos                  | Estilos antiguos                        | Estilos antiguos                   | Estilos antiguos                   | Estilos empleados actualmente       | Estilos empleados actualmente  | Estilos empleados actualmente    | Estilos empleados actualmente   | Estilos empleados actualmente  |
|                                                  |                                   |                                         |                                    |                                    |                                     | 骨                             | 骨                               |                                 |                                |
| 甲骨文 jiǎgǔwén (escritura de huesos oraculares) | 金文 jīnwén (escritura de bronce) | 简帛 jiǎnbó (escritura de bambú y seda) | 篆文 zhuànwén (escritura de sello) | 篆文 zhuànwén (escritura de sello) | 隸書 lìshū (estilo de los escribas) | 楷書 kǎishū (estilo regular)   | 楷書 kǎishū (estilo regular)     | 行書 xǐngshū (estilo corriente) | 草書 cǎoshū (estilo de hierba) |
| 甲骨文 jiǎgǔwén (escritura de huesos oraculares) | 金文 jīnwén (escritura de bronce) | 简帛 jiǎnbó (escritura de bambú y seda) | 大篆 dàzhuàn (sello grande)        | 小篆 xiǎozhuàn (sello pequeño)     | 隸書 lìshū (estilo de los escribas) | 繁體／繁体 fántǐ (tradicional) | 简体／簡體 jiǎntǐ (simplificado) | 行書 xǐngshū (estilo corriente) | 草書 cǎoshū (estilo de hierba) |

## Caracteres con el radical 188

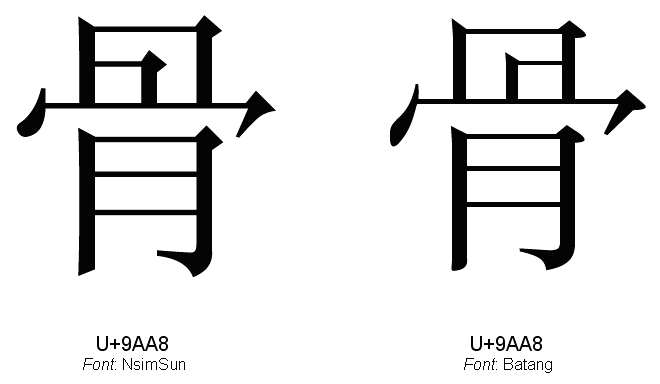
Diferentes representaciones. La de la izquierda es una variante usada actualmente en la China continental.

| trazos | carácter             |
| ------ | -------------------- |
| + 0    | 骨                   |
| + 2    | 骩                   |
| + 3    | 骪 骫 骬 骭 骮       |
| + 4    | 骯 骰 骱             |
| + 5    | 骲 骳 骴 骵 骶 骷    |
| + 6    | 骸 骹 骺 骻 骼       |
| + 7    | 骽 骾                |
| + 8    | 骿 髀 髁             |
| + 9    | 髂 髃 髄 髅          |
| + 10   | 髆 髇 髈 髉 髊 髋 髌 |
| + 11   | 髍 髎 髏             |
| + 12   | 髐                   |
| + 13   | 髑 髒 髓 體          |
| + 14   | 髕                   |
| + 15   | 髖                   |
| + 16   | 髗                   |